# Domaine de Matsumoto

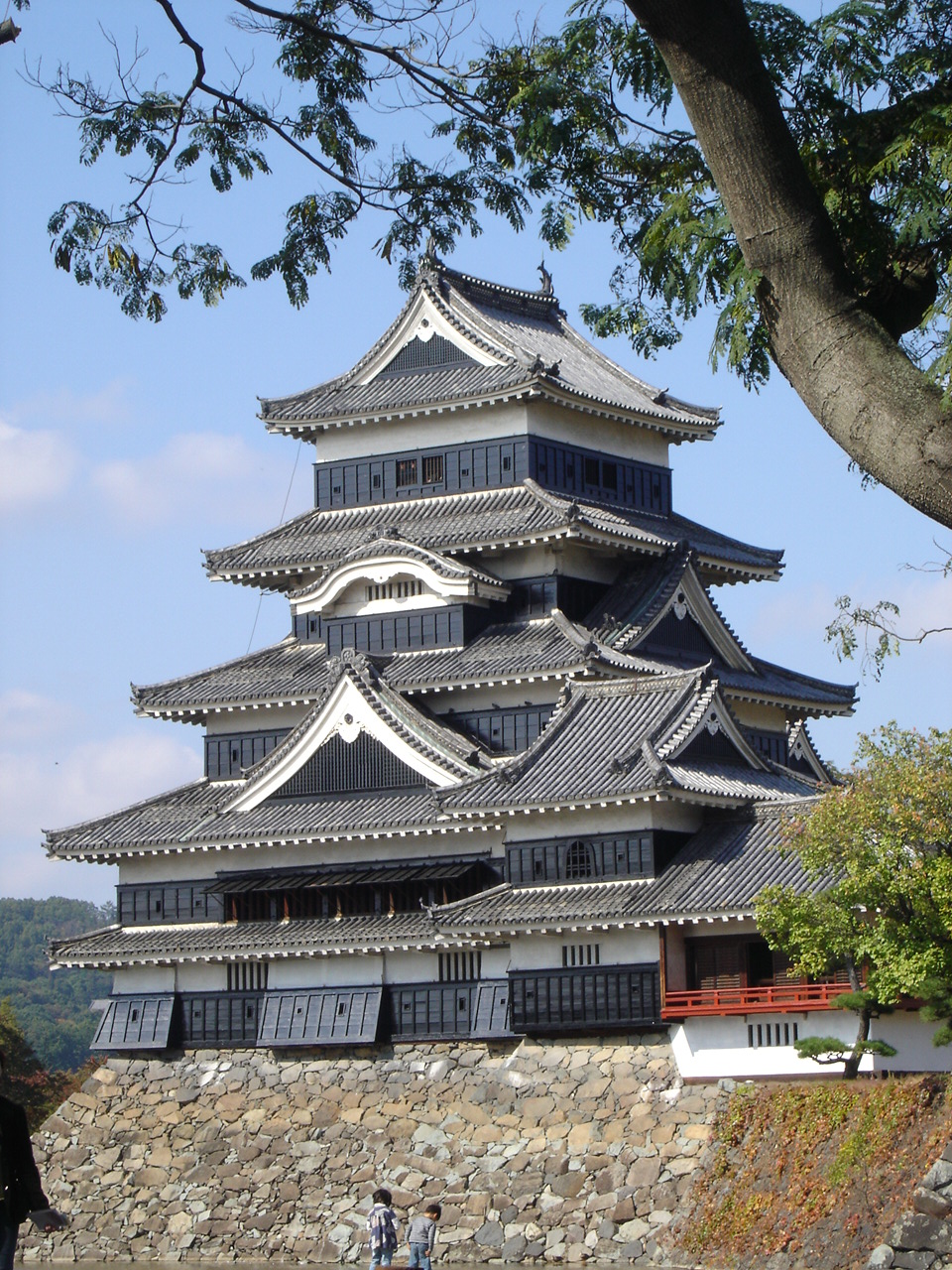
Le château de Matsumoto, quartier général du domaine.

Le domaine de Matsumoto (松本藩, Matsumoto-han) est un domaine féodal japonais situé dans la province de Shinano, devenue préfecture de Nagano. Le château de Matsumoto était son quartier général et un centre stratégique majeur. Le domaine fut dirigé par différentes familles, dont le clan Hotta.

## Liste des daimyos
- Clan Ishikawa (tozama daimyo) ; 100 000 → 80 000 koku

1. Ishikawa Yasumasa
2. Ishikawa Kazumasa
3. Ishikawa Yasunaga

- Clan Ogasawara (fudai daimyo) ; 80 000 koku

1. Ogasawara Hidemasa
2. Ogasawara Tadazane

- Clan Matsudaira (Toda) (fudai) ; 70 000 koku

1. Matsudaira Yasunaga
2. Matsudaira Yasunaga

- Clan Matsudaira (Echizen) (shinpan daimyo) ; 70 000 koku

1. Naomase Matsudaira

- Clan Hotta (fudai) ; 100 000 koku

1. Hotta Masamori

- Clan Mizuno (fudai) ; 70 000 koku

1. Mizuno Tadakiyo
2. Mizuno Tadamoto
3. Mizuno Tadanao
4. Mizuno Tadachika
5. Mizuno Tadamoto 2e
6. Mizuno Tadatsune

- Clan Matsudaira (Toda) (fudai) ; 60 000 koku

1. Matsudaira Mitsuchika (Matsumoto)
2. Matsudaira Mitsuo
3. Matsudaira Mitsuyasu
4. Matsudaira Mitsumasa
5. Matsudaira Mitsuyoshi
6. Matsudaira Mitsuyuki
7. Matsudaira Mitsutsura
8. Matsudaira Mitsutsune
9. Matsudaira Mitsuhisa

## Source de la traduction
- (en) Cet article est partiellement ou en totalité issu de l’article de Wikipédia en anglais intitulé « Matsumoto Domain » (voir la liste des auteurs).